# Kajakarstwo na Igrzyskach Panamerykańskich 2019
Kajakarstwo na Igrzyskach Panamerykańskich 2019 odbywało się w dniach 27 lipca – 4 sierpnia 2019 roku w dwóch lokalizacjach położonych około 200 kilometrów od gospodarza igrzysk, Limy. Stu siedemdziesięciu zawodników obojga płci rywalizowało łącznie w osiemnastu konkurencjach.

## Podsumowanie

### Klasyfikacja medalowa
| Klasyfikacja medalowa | Klasyfikacja medalowa | Klasyfikacja medalowa | Klasyfikacja medalowa | Klasyfikacja medalowa | Klasyfikacja medalowa |
| Miejsce               | państwo               | Złoto                 | Srebro                | Brąz                  | Razem                 |
| --------------------- | --------------------- | --------------------- | --------------------- | --------------------- | --------------------- |
| 1                     | Brazylia              | 5                     | 0                     | 3                     | 8                     |
| 2                     | Argentyna             | 4                     | 4                     | 2                     | 10                    |
| 3                     | Kanada                | 3                     | 6                     | 4                     | 13                    |
| 4                     | Stany Zjednoczone     | 3                     | 2                     | 1                     | 6                     |
| 5                     | Kuba                  | 2                     | 2                     | 1                     | 5                     |
| 6                     | Meksyk                | 1                     | 1                     | 7                     | 9                     |
| 7                     | Chile                 | 0                     | 2                     | 0                     | 2                     |
| 8                     | Ekwador               | 0                     | 1                     | 0                     | 1                     |
| Razem                 | Razem                 | 18                    | 18                    | 18                    | 54                    |

### Kajakarstwo
| Konkurencja | 1. miejsce                                                                                 | 2. miejsce                                                                        | 3. miejsce                                                                   |           |
| Mężczyźni   | Mężczyźni                                                                                  | Mężczyźni                                                                         | Mężczyźni                                                                    | Mężczyźni |
| ----------- | ------------------------------------------------------------------------------------------ | --------------------------------------------------------------------------------- | ---------------------------------------------------------------------------- | --------- |
| C-1 1000 m  | Isaquias Queiroz                                                                           | Fernando Jorge                                                                    | Drew Hodges                                                                  |           |
| C-2 1000 m  | Kuba · Serguey Torres · Fernando Jorge                                                     | Kanada · Craig Spence · Drew Hodges                                               | Meksyk · Guillermo Quirino · Rigoberto Camilo                                |           |
| K-1 200 m   | Dominik Crête                                                                              | César de Cesare                                                                   | Rubén Rézola                                                                 |           |
| K-1 1000 m  | Agustín Vernice                                                                            | Marshall Hughes                                                                   | Vagner Souta                                                                 |           |
| K-2 1000 m  | Argentyna · Manuel Lascano · Agustín Vernice                                               | Kanada · Jacob Steele · Jarret Kenke                                              | Meksyk · Oabaldo Fuentes · Mauricio Figueroa                                 |           |
| K-4 500 m   | Argentyna · Manuel Lascano · Juan Ignacio Cáceres · Ezequiel Di Giacomo · Gonzalo Carreras | Kuba · Reinier Carrera · Renier Mora · Robert Benítez · Fidel Antonio Vargas      | Meksyk · Javier López · Juan Rodríguez · Mauricio Figueroa · Osbaldo Fuentes |           |
| Kobiety     |                                                                                            |                                                                                   |                                                                              |           |
| C-1 200 m   | Nevin Harisson                                                                             | María Mailliard                                                                   | Mayvihanet Borges                                                            |           |
| C-2 500 m   | Kuba · Mayvihanet Borges · Katherin Nuevo                                                  | Chile · Karen Roco · María Mailliard                                              | Kanada · Anne Lavoie-Parent · Rowan Hardy-Kavanagh                           |           |
| K-1 200 m   | Sabrina Ameghino                                                                           | Andréanne Langlois                                                                | Beatriz Briones                                                              |           |
| K-1 500 m   | Beatriz Briones                                                                            | Andréanne Langlois                                                                | Ana Paula Vergutz                                                            |           |
| K-2 500 m   | Kanada · Andréanne Langlois · Alanna Bray-Lougheed                                         | Argentyna · María Garro · Brenda Rojas                                            | Meksyk · Beatriz Briones · Karina Alanis                                     |           |
| K-4 500 m   | Kanada · Andréanne Langlois · Alexa Irvin · Alanna Bray-Lougheed · Anna Negulic            | Meksyk · Beatriz Briones · Karina Alanis · Brenda Gutiérrez · Maricela Montemayor | Argentyna · María Garro · Micaela Maslein · Brenda Rojas · Sabrina Ameghino  |           |

### Kajakarstwo górskie
| Konkurencja     | 1. miejsce      | 2. miejsce      | 3. miejsce        |           |
| Mężczyźni       | Mężczyźni       | Mężczyźni       | Mężczyźni         | Mężczyźni |
| --------------- | --------------- | --------------- | ----------------- | --------- |
| C-1             | Zachary Lokken  | Sebastian Rossi | Felipe Borges     |           |
| K-1             | Pedro Gonçalves | Lucas Rossi     | Keenan Simpson    |           |
| ekstremalne K-1 | Pedro Gonçalves | Joshua Joseph   | Keenan Simpson    |           |
| Kobiety         |                 |                 |                   |           |
| C-1             | Ana Sátila      | Lois Betteridge | Michaela Corcoran |           |
| K-1             | Evy Leibfarth   | Nadia Riquelme  | Sofia Reinoso     |           |
| ekstremalne K-1 | Ana Sátila      | Evy Leibfarth   | Sofia Reinoso     |           |